# Idionyx laidlawi
Idionyx laidlawi är en trollsländeart som beskrevs av Fraser 1936. Idionyx laidlawi ingår i släktet Idionyx och familjen skimmertrollsländor. Inga underarter finns listade i Catalogue of Life.